# Wong Primus
Wong Primus es un deportista malasio que compitió en taekwondo. Ganó una medalla de plata en el Campeonato Asiático de Taekwondo de 1978, en la categoría de –48 kg.

## Palmarés internacional
| Campeonato Asiático | Campeonato Asiático     | Campeonato Asiático | Campeonato Asiático |
| Año                 | Lugar                   | Medalla             | Categoría           |
| ------------------- | ----------------------- | ------------------- | ------------------- |
| 1978                | Hong Kong (Reino Unido) | Medalla de plata    | –48 kg              |